# Calvin Dondo
Pour les articles homonymes, voir Dondo.
Calvin Dondo, né en 1963 à Salisbury en Rhodésie du Sud, est un photographe documentaire zimbabwéen. qui met en scène la société contemporaine et la vie urbaine. 

## Biographie
Après ses études de photographie à l'Institut polytechnique de Harare (en) de 1985 à 1988, il est exposé dans de nombreux pays, plusieurs fois primé, fondateur de la plateforme Gwanza ouverte aux jeunes talents, commissaire du Mois de la Photographie de Hararé, c'est l'un des grands noms de la scène artistique contemporaine en Afrique.

## Distinctions
En 2001, la Fondation Konrad Adenauer lui décerne son prix spécial (Sonderpreis).
En 2007, Calvin Dondo est le lauréat du prix Seydou-Keïta, décerné par le ministère de la Culture du Mali et la Maison africaine de la photographie. Décerné tous les deux ans lors des Rencontres africaines de la photographie de Bamako, c'est le prix le plus prestigieux de la biennale.